# 山姆·加拉赫
山姆·加拉赫（英語：Sam Gallagher，1995年9月15日—）是英格蘭的一位足球運動員，在場上司職前鋒。他現在效力於英冠球隊斯托克城，他出自普利茅斯的青訓營。他也同時代表過蘇格蘭和英格蘭的青年國家隊參加過比賽。

## 榮譽

### 俱樂部
南安普頓U21
- U21英超聯賽盃冠軍：2014–15賽季

## 外部連結
- Southampton F.C. profile
- Soccerway資料庫：山姆·加拉赫
- 足球数据库：Sam Gallagher的球员统计数据